# Osiecz Mały
Osiecz Mały – wieś w Polsce położona w województwie kujawsko-pomorskim, w powiecie włocławskim, w gminie Boniewo. We wsi znajduje się kaplica pw. Najświętszego Serca Pana Jezusa z roku 1988.
W latach 1975–1998 miejscowość administracyjnie należała do województwa włocławskiego. Według Narodowego Spisu Powszechnego (III 2011 r.) liczyła 162 mieszkańców. Jest siódmą co do wielkości miejscowością gminy Boniewo.